# Noukoun Kone
Pour les articles homonymes, voir Koné.
« Nouhoum Koné » redirige ici. Pour le footballeur, voir Nouhoum Koné (football).
Noukoun Kone ou Nouhoum Koné, né le 16 février 1909 à Ségou au Mali, mort le 30 septembre 1988 à Bamako, est un officier français d'origine malienne.
Il se distingue pendant la Seconde Guerre mondiale dans les combats de la France libre, notamment dans la campagne de Cyrénaïque et la campagne de Tunisie, comme sous-officier puis officier dans les tirailleurs sénégalais et dans les bataillons de marche du Tchad. Il est un des rares Africains nommés Compagnon de la Libération, et le seul Malien.

## Biographie
Nouhoum Koné est né à Ségou au Mali le 16 février 1909.

### Engagement, tirailleur
Il s'engage à dix-neuf ans, en janvier 1929, dans le 2e régiment de tirailleurs sénégalais (2e RTS), alors en garnison au Soudan ; caporal en 1931, il sert en France métropolitaine de 1934 à 1938, à Toulon, au 8e régiment de tirailleurs sénégalais.
Devenu sergent, il est affecté en 1938 à Djibouti, au 1er bataillon de tirailleurs sénégalais de la Côte française des Somalis, où il est encore au début de la Seconde Guerre mondiale. Il y devient sergent-chef en 1940.

### Combats pour la France libre
Il rejoint la France libre le 28 décembre 1942, en même temps que le reste de la colonie française des Somalis ; il est envoyé avec les renforts en Cyrénaïque, et dirigé pour incorporer la 2e compagnie du Bataillon de Marche no 5, qu'il rejoint en février 1943 dans la région de Tobrouk.
Comme adjudant, Nouhoum Koné participe aux combats et opérations en Cyrénaïque de février à mai 1943, puis prend part en mai et juin 1943 à la campagne de Tunisie, son bataillon renforçant la 8e armée britannique. Son moral élevé, sa vaillance et ses qualités combatives y sont reconnus,. Le 9 mai, après l'échec d'une attaque contre l'ennemi qui les a violemment contrés, il remonte le moral des tirailleurs frappés par les pertes éprouvées. Lors d'une nouvelle attaque le 11 mai, malgré de violents tirs de l'artillerie ennemie, il remplit plusieurs missions de liaison ; blessé à la tête par une grenade, il refuse d'être évacué, continue à tirer et tue un ennemi dont le tir était meurtrier,.
Il est nommé compagnon de la Libération, un des très rares tirailleurs africains à être membres de cet ordre, et le seul Malien,. En Tripolitaine où il est affecté, il reçoit la croix de la Libération le 25 juin 1943 des mains du général de Gaulle,.
Nouhoum Koné embarque à Casablanca pour Dakar, puis gagne le Soudan où il est nommé au régiment de tirailleurs sénégalais du Soudan,. Il termine la guerre comme sous-lieutenant.

### Après-guerre
Après la fin de la Seconde Guerre mondiale, Nouhoum Koné est nommé en juin 1946 au détachement motorisé autonome no 2, puis au 3e régiment de tirailleurs sénégalais à Tunis en août 1947. Il part ensuite pour l'Indochine avec le détachement de renfort no 111, et arrive en septembre 1948 à Haiphong. Il reste en garnison et ne participe pas opérationnellement à la guerre d'Indochine, il est rapatrié sanitaire en septembre 1948. Il est affecté ensuite de nouveau au Soudan (DMA no 3), et promu lieutenant en septembre 1949.
Nouhoum Koné prend sa retraite en janvier 1954, et retourne dans son Mali natal pour s'installer à Bamako comme cultivateur. Il meurt à Bamako le 30 septembre 1988, et y est enterré.

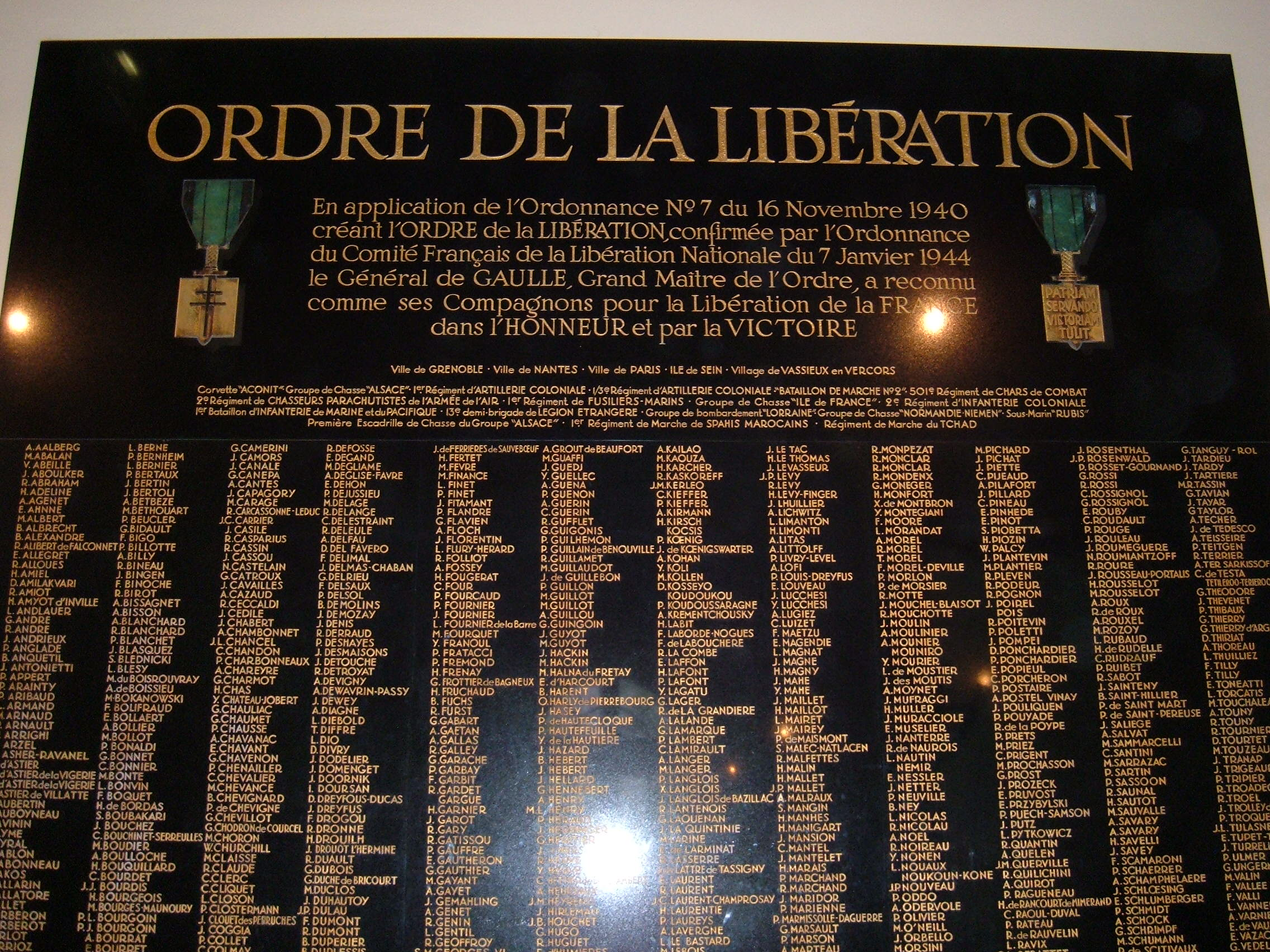
« » à la lettre N sur la plaque en hommage aux Compagnons, musée de l'Armée, Paris.

## Hommages et distinctions
- Chevalier de la Légion d'honneur[1] ;
- Compagnon de la Libération, par décret du 2 juin 1943[1],[2], ;
- Croix de guerre 1939–1945[1] ;
- Médaille coloniale, avec l'agrafe « Côte des Somalis »[1].